# Ооржак, Омак Чопанович
Омак Чопанович Ооржак (род. 12 сентября 1977) — заслуженный артист Республики Тыва (2010), руководитель музыкальной части центра общественных мероприятий Департамента по культуре и туризму Мэрии города Кызыла.

## Биография
Родился 12 сентября 1977 года в селе Кара-Холь Бай-Тайгинского района Тувинской АССР. Его дед по матери — Шыырап Самданович Салчак — был мастером каргыраа. Папины предки, из Сут-Хольского кожууна, исполняли другой вид горлового пения — сыгыт. Свой талант начал показывать в школьные годы, принимая активное участие во всех песенных конкурсах. После окончания школы, с 1995 по 1997 годы проходил службу в рядах Вооруженных сил РФ. В 2002 году получил диплом об окончании Тувинского государственного университета. Имя Ооржака Омака Чопановича хорошо известно не только в республике, но и за её пределами. Он — талантливый хоомейжи, неоднократный победитель республиканских, региональных, российских и международных конкурсов и фестивалей, примерный отец двоих детей. Гастролировал в Китае, Монголии, Турции, Азербайджане, Северной Македонии, Египте, Казахстане, Якутии и др.

## Награды и звания[1]
- гран-при за высокое исполнительское мастерство во II Республиканском конкурсе исполнителей монгольской песни «Голос Золотого песка-2005»
- лауреат ХIII Международного конкурса-фестиваля музыкального творчества тюркской молодежи «Урал МОНО-2006» (Уфа)
- специальный приз от Международной организации «Тюркской»
- медаль «Почетный гость г. Улан-Удэ» в честь празднования юбилея г. Улан-Удэ (2006)
- диплом Международного фестиваля «Мелодии степи» (Казахстан, 2006)
- двукратный лауреат межнационального фестиваля, посвященного Дню народного единства «Мы вместе» (Барнаул, 2007)
- гран-при в номинации «Народный Вокал» международного фестиваля «Русская калинка» (Египет, 2007)
- лауреат всероссийского конкурса молодых исполнителей национальной «Мелодии Единства» (Москва)
- лауреат 1-й степени международного конкурса этнической эстрады «От ыры-2011» (Хакаси))
- медаль «Отличник народного фольклора» фестиваля-конкурса «Золотое наследие» среди исполнителей протяжных песен и горлового пения (Монголия)
- лауреат 1-й степени международного конкурса «Народные истоки» (Сочи, 2013)
- Заслуженный артист Республики Тыва (2010)[3]